# Ofenpass
Der Ofenpass (rätoromanisch Pass dal Fuornⓘ) ist ein Pass auf 2149 m ü. M. im Schweizer Kanton Graubünden zwischen Zernez im Engadin und dem Münstertal (rätoromanisch Val Müstair), das die Sesvennagruppe im Nordosten von den Ortler-Alpen im Südwesten trennt.
Von Zernez ausgehend durchquert die Ofenpassstrasse H 28 nordwestseitig den Schweizer Nationalpark und erreicht nach 19,1 km knapp ausserhalb des Parks die Passhöhe. Schon 7,1 km eher kann in den Munt-la-Schera-Tunnel abgezweigt werden, um ins italienische Livigno zu gelangen.
Im Atlas Tyrolensis von 1774 wird der Pass nach dem Dorf Tschierv im Münstertal als Tschirfser Jöchl bezeichnet.

## Geschichte

Ofenpass mit Munt la Schera im Hintergrund, historisches Luftbild von Werner Friedli (1954)

### Steinzeit
Die noch heute trotz Abholzungen bewaldete Wasserscheide des Ofenpasses war von jeher ein Übergang vom Etsch- ins Inntal. Die Funde von Ova Spin, 11 Kilometer nordwestlich der Passhöhe, tragen neolithischen Charakter, was eine bereits damalige Nutzung vermuten lässt.

### Römerzeit
Die Römer legten keine Strasse an, doch führte ein Saumweg über den Pass, der die Verbindungen der Via Claudia Augusta mit den Bündner Pässen herstellte.

### Mittelalter
Im frühen Mittelalter stieg die Bedeutung der Route Engadin–Vinschgau, obgleich unklar ist, ob sie anfangs tatsächlich über den Ofenpass führte. Da eine taberna Ardez zu karolingischer Zeit auf dem Wege von Chur über den Julier nach Müstair erwähnt wird, kann der damalige Verkehr anders verlaufen sein; so führte (vielleicht) ein ihn umgehender Passweg vom Val S-charl über den Pass da Costainas ins Münstertal.

## Bergbau
Der Ofenpass hat seinen Namen von früheren Eisenschmelzen, die einst in Passnähe Eisenerze aus umliegenden Bergwerken verarbeiteten. Unweit der heute noch genutzten Wege lassen sich deren Reste und Ruinen in der Landschaft feststellen, besonders die gemauerten Hochöfen sind auffällig. Der Bedarf an Holz war für Hütten wie Bergwerke enorm, weshalb die ehemals zahlreichen Wälder weit um den Pass abgeholzt wurden. Trotz einiger späterer Aufforstungen sind die Schäden heute noch erkennbar.
1332 erteilte der Bischof von Chur Ulrich von Lenzburg der Familie von Planta das Recht, im Gebiet des Ofenpasses am Munt Buffalora Bergbau zu betreiben. Daraufhin wurden mittels Schlägel und Eisen bzw. mit Feuersetzen mehrere Stollen angelegt, deren Gesamtlänge auf ca. 14 Kilometer geschätzt wird. Die ca. 20 Gebäude umfassende Siedlung der Bergleute sowie der mit dem Bergbau verbundenen Gewerke (Köhler, Waldarbeiter, Eisenschmelzer, Transportarbeiter) befand sich auf der heutigen Weide der Alp Buffalora.
1489 gründete Sigismondo de Zenoni aus Bormio ein weiteres Bergbauunternehmen am Ofenpass im Bereich von Murteras da Grimmels, das aufgrund mangelnder Ausbeute nach sechs Jahren seinen Betrieb einstellen musste. Der Schwabenkrieg brachte den Bergbau ab 1499 vollständig zum Erliegen.
Ein neuer Bergbauversuch wurde 1580 unter Johannes von Salis-Samedan unternommen. Technologisch wurde dabei ein deutlicher Schritt nach vorn unternommen, da die bisherigen Rennöfen nun durch Hochöfen ersetzt und flüssiges Roheisen erzeugt werden konnte. Da die Eisenerzvorkommen der Abbaugebiete Munt Buffalora und Murteras da Grimmels bereits erschöpft bzw. zu wenig ergiebig waren, wurde das zur Verhüttung notwendige Erz aus dem Raum Bormio zum Ofenpass transportiert. Hier standen, im Gegensatz zum Raum Bormio, noch ausreichende Holzvorkommen zur Verhüttung zur Verfügung. Mit der Zeit erwies sich dieser Transport jedoch als unrentabel, so dass die Verhüttung Anfang des 17. Jahrhunderts wieder eingestellt wurde.
1684 war es mit Johann Heinrich von Planta nochmals ein Mitglied der Familie von Planta, unter dem die letzte Bergbauperiode am Ofenpass begann. Von Planta liess bei Il Fuorn auf den Grundmauern eines alten Ofens einen neuen Hochofen (Flössofen) errichten. Die zum Schmelzen benötigten Erze stammten wiederum weitgehend aus Bormio. Doch auch diese Verhüttung wurde wahrscheinlich nach wenigen Jahren eingestellt. Die Ruine des Ofens von 1684 blieb bis heute erhalten.

## Verkehr

### Strassenbau
Der ursprüngliche Saumpfad führte auf der Nordwestrampe noch Mitte des 19. Jahrhunderts von Ova Spin aus via Champlönch zur Passhöhe Süsom Givé.
1871 erfolgte der Bau der heutigen Fahrstrasse. Sie folgt heute zwar exponiert, aber mit deutlich weniger Steigung dem Haupttal bzw. der Ova dal Fuorn (dt. «Ofenbach»). Der Bau steht im Zusammenhang mit dem Bau der modernen Engadiner Talstrasse von 1865, der heutigen Hauptstrasse 27, sowie dem Bau der Flüelapassstrasse von 1867.

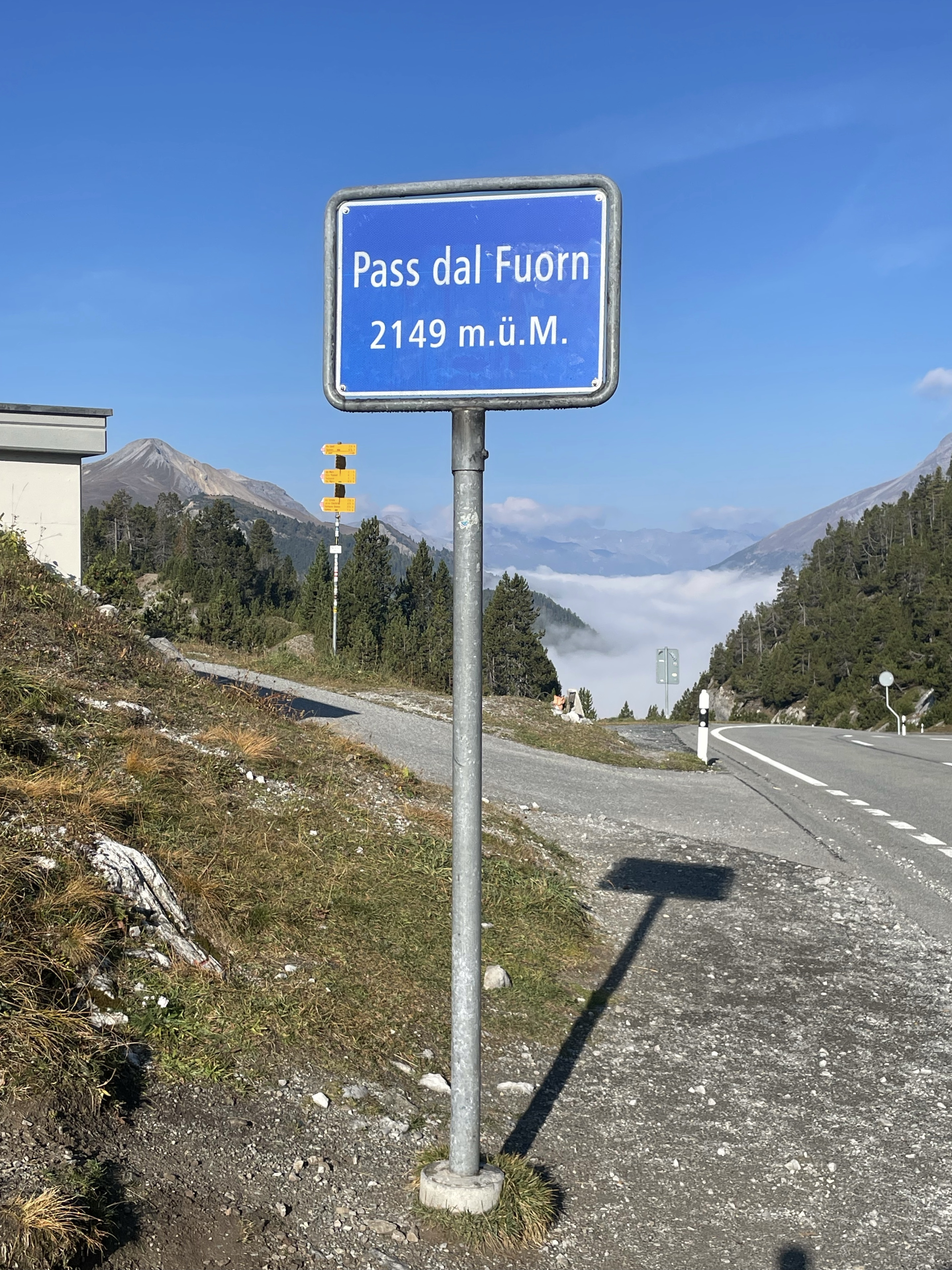
Schild auf der Passhöhe
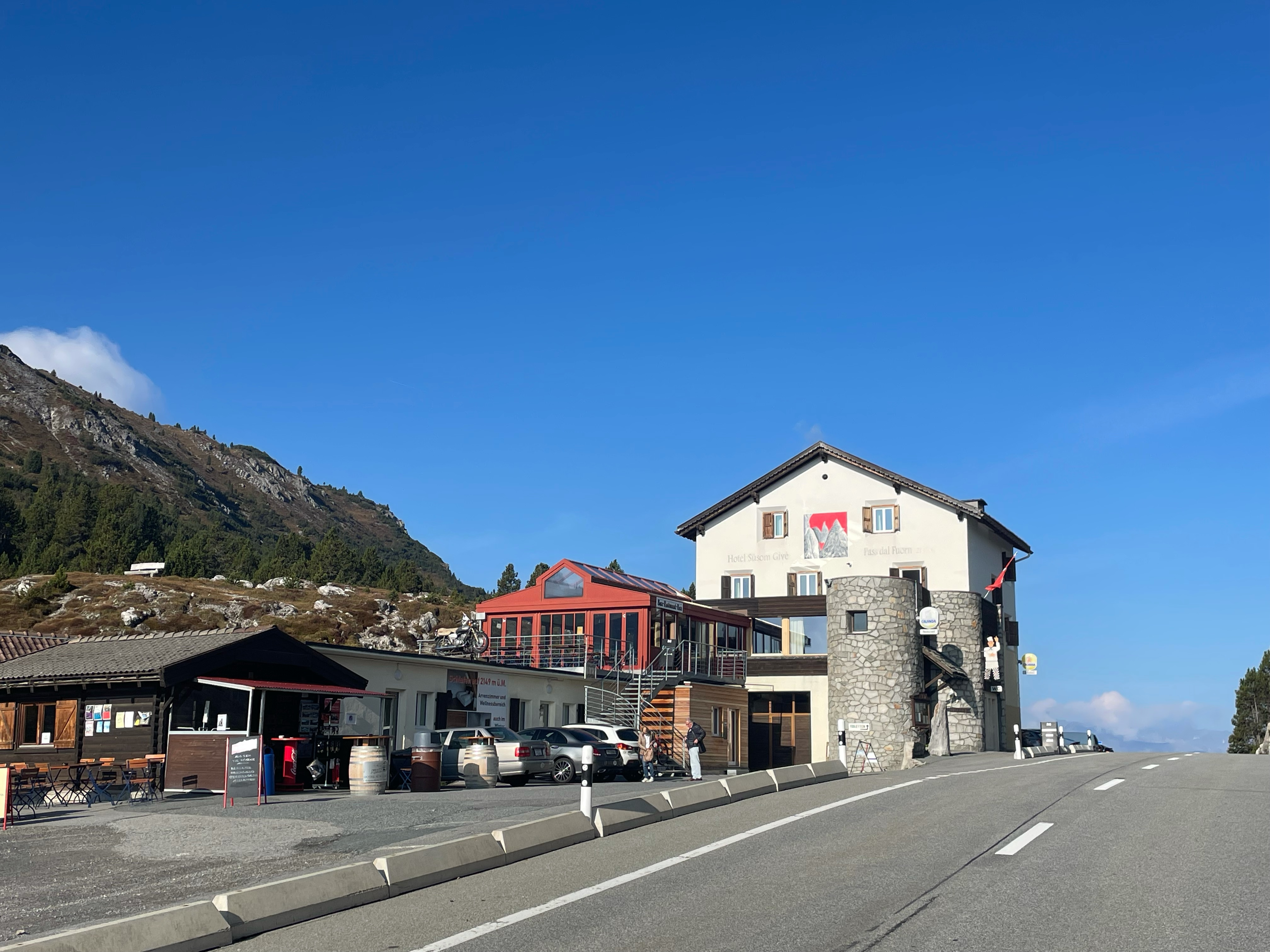
Passhöhe von Südosten
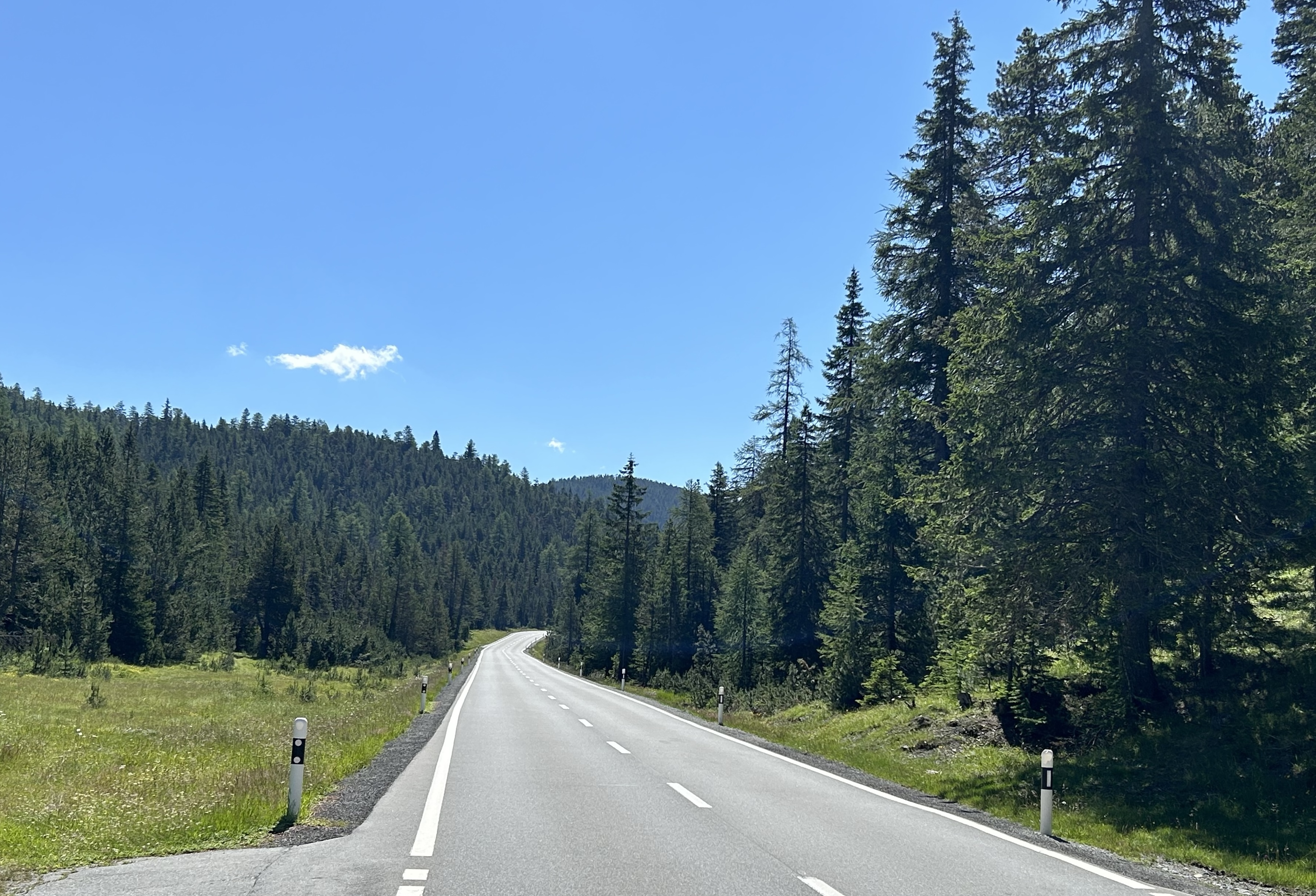
Strasse zum Ofenpass nach Südwesten
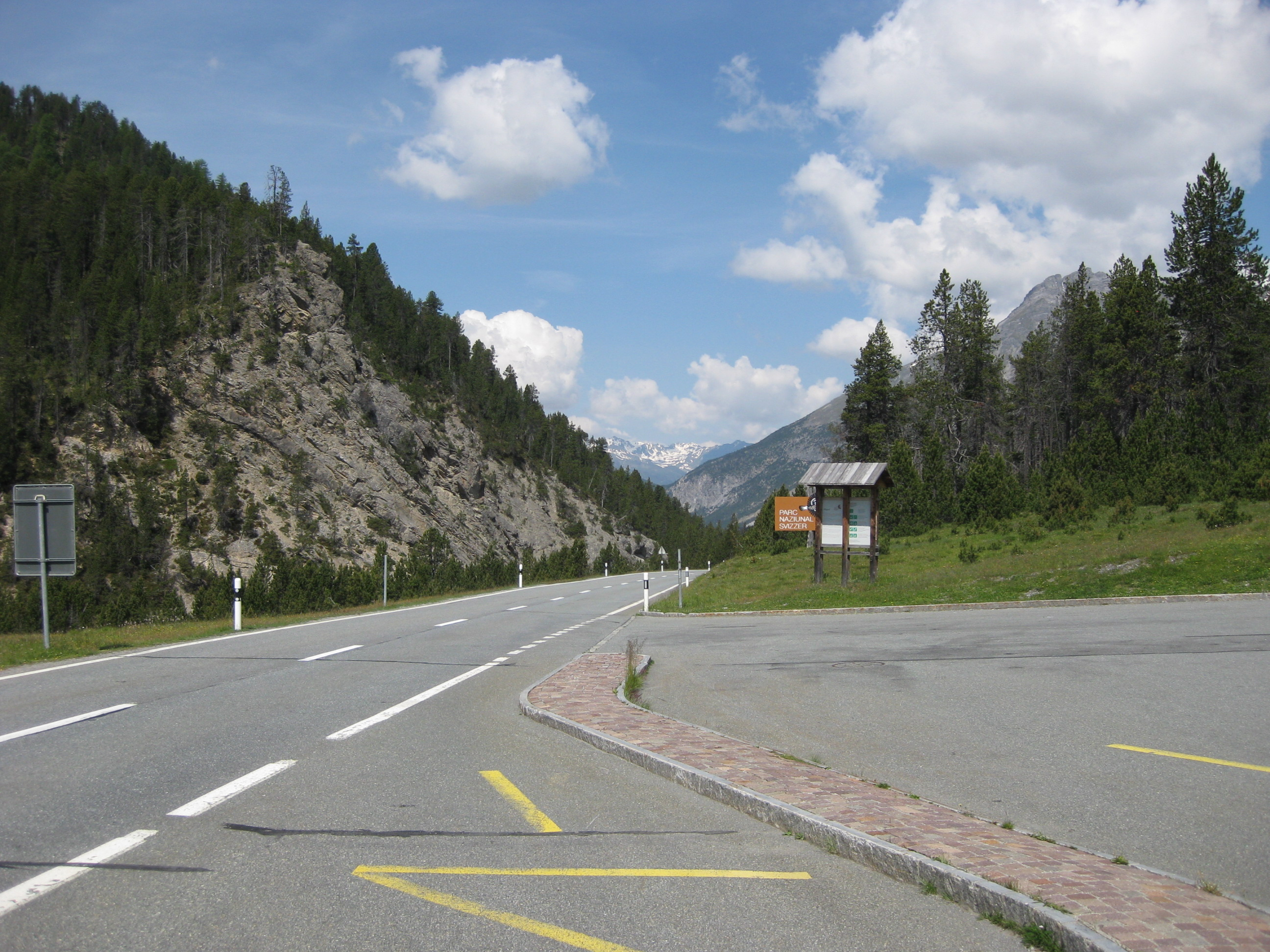
Buffalora (1968 m ü. M.) an der Nordwestrampe des Passes. Blick nach Nordwesten Richtung Zernez in den Nationalpark. Rechts im Hintergrund der Piz dal Fuorn (2906 m ü. M.)
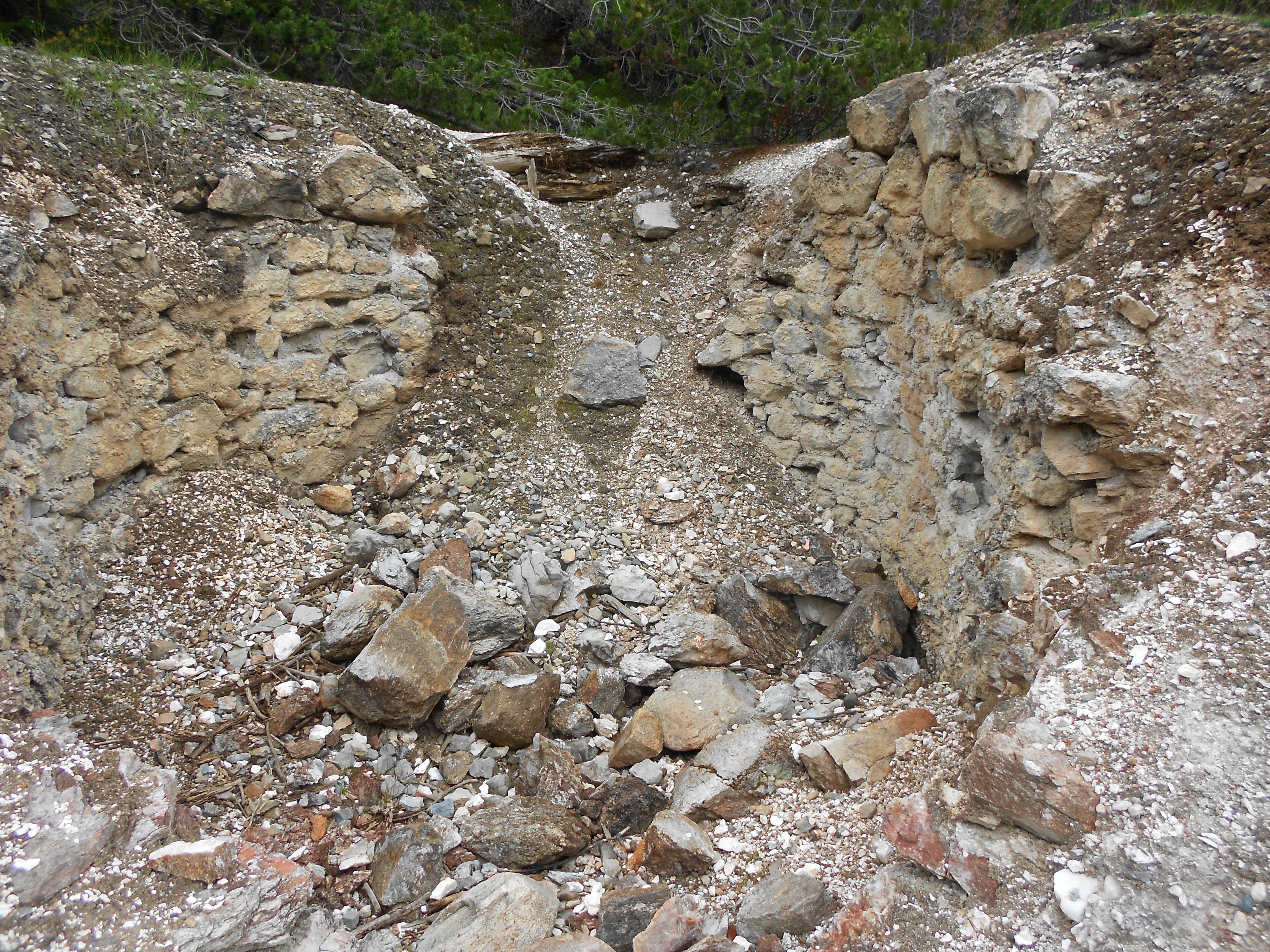
Ruine eines Kalkofens nordwestlich des Gasthofs Il Fuorn. In Betrieb bis ins 19. Jahrhundert

### Ofenbergbahn
In der Zeit von 1895 bis 1914 entstanden nie realisierte Ideen, eine Ofenbergbahn zu bauen, um das Schweizer Unterengadin über den Ofenpass mit dem Südtiroler Vinschgau zu verbinden.

## Nationalpark
In dem bis Ende des 19. Jahrhunderts von Wölfen und Bären bevölkerten, an Wildtieren reichen Gebiet wurde 1914 der Schweizerische Nationalpark gegründet. Der Abschnitt der Passstrasse von Ova Spin via Il Fuorn bis Buffalora an der Nordwestrampe ist als dessen einzige Strasse Teil des heutigen Nationalparkes. Die Passhöhe und die Südostrampe liegen ausserhalb des Parks.

## Flora und Fauna
- 2004 wurde beim Ofenpass der grösste Hallimaschklon Europas entdeckt. Der ca. 1000 Jahre alte Pilz hat einen geschätzten Durchmesser von 500 bis 800 Metern.[6]

- Im Juli 2005 wurde am Pass[7] der Braunbär JJ2 gesichtet. Bären waren in der Schweiz seit 1904 ausgestorben.

## Literatur

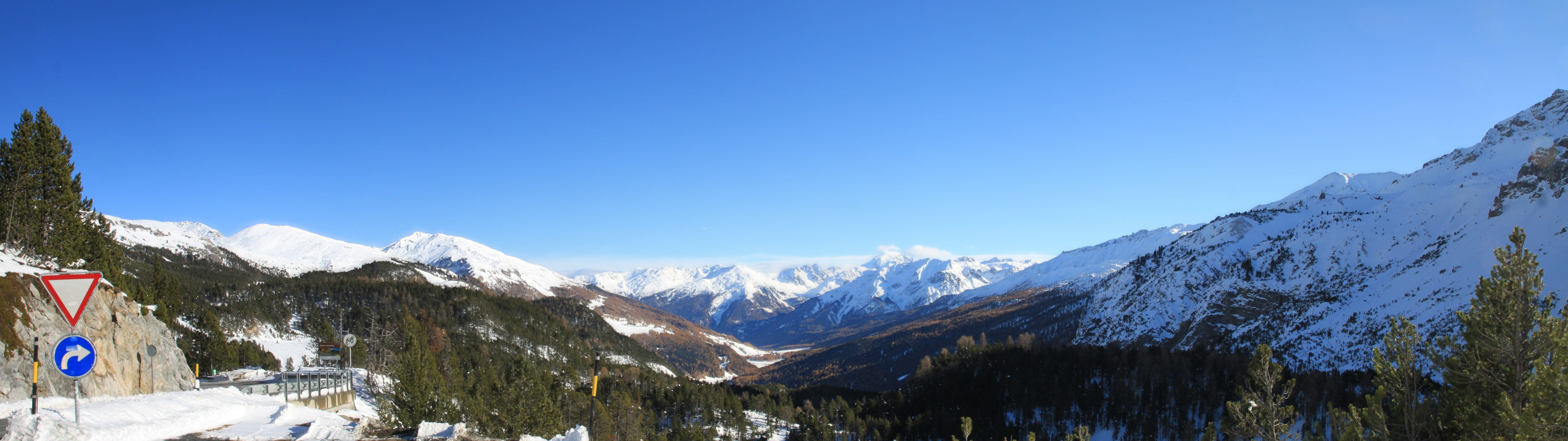
Blick von der Ofenpasshöhe in südöstliche Richtung über das obere Münstertal in die Ortler-Alpen (Südtirol)